# Amphinema tsingtauensis
Amphinema tsingtauensis är en nässeldjursart som först beskrevs av Kao et al. 1958.  Amphinema tsingtauensis ingår i släktet Amphinema och familjen Pandeidae. Inga underarter finns listade i Catalogue of Life.